# Langenzenn
Langenzenn er by i den nordlige del af Landkreis Fürth i Regierungsbezirk Mittelfranken i den tyske delstat Bayern.

## Geografi
Byen ligger ved Zenn, der er en af flere floder der løber mod den i øst liggende Regnitz. Disse floder og større bække præger det bølgende bakkeland, der udgør landskabet Rangau. Byens centrum liiger 312 moh. Mod syd danner det 427 meter høje Dillenberg kommunegrænsen.
Langenzenn er en del af Metropolregion Nürnberg, og det er let at komme til de større byer Fürth, Erlangen og Nürnberg.
Byen/kommunens areal på 4633 hektar fordeler sig med 51 % landbrugsarealer (350 ha græsning og 1595 ha dyrket ager) og 29 % med skov; Byområder og trafikanlæg udgør 16 % .

### Nabokommuner
- Wilhermsdorf (6,3 km)
- Großhabersdorf
- Cadolzburg (7,36 km)
- Veitsbronn (6,29 km)
- Puschendorf (4,41 km)
- Emskirchen (8,19 km)
- Hagenbüchach (4,41 km)

### Inddeling
Der 23 bydele, landsbyer og bebyggelser
| - Alizberg - Burggrafenhof - Erlachskirchen - Gauchsmühle - Göckershof | - Hagenmühle - Hammermühle - Hammerschmiede - Hardhof - Hausen | - Heinersdorf - Horbach - Keidenzell - Kirchfembach - Klaushof | - Langenzenn - Laubendorf - Lohe - Lohmühle - Ödenhof | - Stinzendorf - Wasenmühle - Wittinghof |

## Eksterne kilder og henvisninger
1. ↑  Bayerisches Landesamt für Statistik und Datenverarbeitung: Statistik kommunal 2006 – Stadt Langenzenn (Webside ikke længere tilgængelig)

- Wikimedia Commons har flere filer relateret til Langenzenn